# Kunio-kun
La serie Kunio-kun (くにおくん?) es una franquicia de videojuegos iniciada por la desaparecida compañía japonesa Technōs Japan, también creadora de la franquicia Double Dragon. Million Corp., fundada por antiguos miembros de Technōs, compró todos los activos de Technōs (incluyendo la serie de juegos Kunio-kun) varios años después de que Technōs desapareciese. El título completo del primer juego de la serie es Nekketsu Kōha Kunio-kun (熱血硬派くにおくん?) que se podría traducir aproximadamente como "El tipo duro de sangre caliente Kunio", con Nekketsu siendo el nombre del instituto de Kunio. El sufijo kun después de su nombre es un honorífico japonés informal habitualmente aplicado a hombres jóvenes.
La serie se originó en los arcades y en la videoconsola Famicom; su título y el nombre del protagonista provenían del antiguo presidente de Technōs Japan, Kunio Taki. Además, Kunio se convirtió en la mascota principal de la compañía, apareciendo en su logo en varios juegos y anuncios de televisión. Aunque el juego original fue creado por Yoshihisa Kishimoto —que posteriormente diseñó Double Dragon— muchos de los juegos posteriores (particularmente aquellos bajo la etiqueta Downtown Nekketsu) fueron obra de dos hombres: Mitsuhiro "Yoshimitsu" Yoshida y Hiroyuki "Mokeke" Sekimoto.
Algunos de los primeros juegos de Kunio para la NES fueron localizados para el mercado norteamericano. La lista incluye Renegade, River City Ransom, Super Dodge Ball, Crash 'n the Boys: Street Challenge y Nintendo World Cup, que fueron versiones fuertemente "americanizadas" de juegos de Kunio-kun. Technōs Japan ha publicado más de veinte títulos para Famicom, Game Boy, y Super Famicom en Japón. Además, se hicieron conversiones licenciadas para otras plataformas como PC-Engine (por Naxat Soft), Mega Drive (a través de Pal Soft) y Sharp X68000 (de la mano de Sharp). Después del cierre de Technōs, una compañía fundada por antiguos componentes de  Technōs llamada Million compró la propiedad intelectual sobre los juegos y personajes.

## Personajes de la serie
Kunio es un estudiante de la escuela secundaria de la ciudad de Nekketsu, que él defiende de todas sus escuelas rivales. Hay varios personajes en la saga. He aquí el listado y su descripción por juego (algunos):
- Kunio Kunio (くにお ?) - El protagonista de la serie. Kunio sirve como el guardián de Nekketsu High School contra el rival de las escuelas y es el capitán de su equipo de la escuela Dodgeball, aunque destaca en otros deportes (como fútbol y hockey). Kunio aparece por primera vez en el original Kunio-kun, donde se describe como una estudiante de segundo año Nekketsu High School (en el Centro de la ciudad Nekketsu sub-serie, que se describe como una estudiante de tercer año, el establecimiento de una amplia continuidad entre los juegos más tarde). Es su fecha de nacimiento el 27 de noviembre (el mismo día que Bruce Lee 's fecha de nacimiento), y tiene un tipo de sangre de AB. Su apellido nunca es revelado. En algunos juegos (como Nekketsu Hockey Bu y Béisbol Monogatari), él es el único estudiante en Nekketsu a llevar un uniforme blanco, mientras que en otros juegos en todo el mundo lleva Nekketsu blanco. En las versiones localizadas, lo que se conoce como el Sr. K en Renegade, Sam en Super Dodge Ball, Alex Río en la ciudad de Rescate y acelerado Crash Cooney in Crash 'n the Boys: Street Challenge.
- Riki Riki (鲛岛力, Samejima Riki?) - A menudo se describe Kunio del eterno rival, Riki es el guardián de Hanazono High School y el segundo personaje más recurrente en la serie. En el original de Kunio-kun, Riki aparece como jefe de la primera etapa y actúa como capitán del equipo de dodgeball Hanazono. Nekketsu Monogatari fue el primer juego en el que Riki equipos-con Kunio (aunque cronológicamente hablando, Shodai ocurra primero). Desde entonces, la relación con Riki Kunio evolucionado a partir de una estrecha amistad a la enemistad, y más tarde aparece en el ritmo-em-ups como un segundo personaje jugable. Riki la fecha de nacimiento es el 5 de mayo y es la repetición de su tercer año en el Centro de la ciudad Nekketsu sub-serie. En las versiones localizadas, es conocido como Jack in Renegade y Super Dodge Ball, Ryan en la ciudad de Río Rescate y Crusher en Crash 'n Boys: Street Challenge.
- Hiroshi es el mejor amigo de Kunio en el original juego de Kunio-kun. Se inscribe en Nekketsu High School durante su segundo año y se recogieron en un lote por los matones. Se convierte rápidamente con amigos después de Kunio Kunio le defiende de sus verdugos. En la versión de arcade de Kunio-kun, es golpeado por una banda al comienzo de cada tiempo, mientras que en el Famicom es secuestrado por Sabu (sin explicación). Además de la Nekketsu Koha sub-serie, que aparece como un miembro del Club en Dodgeball Dodgeball Bu, así como en fútbol y hockey Bu Gallina, donde comparte el mismo sprite como el personaje de la Sonokawa Centro Nekketsu sub-serie . Él es el único personaje que no aparece en la versión americana de los juegos de Renegade.
- Shinji - El líder de una pandilla conocida como bōsōzoku "Yokohama Funky" de Kunio-kun (donde es la segunda etapa de jefe) y el "Emperador Azul" en-Kunio Tachi no Banka (donde él es un jefe recurrentes). También aparece como un personaje jugable en la versión de Neo Geo Super Dodge Ball. Su homólogo de Renegade se llama Joel.
- Misuzu - Un gigante sukeban Taiyo de la Academia, una niña de la escuela. Ella aparece por primera vez como jefe de la etapa 3 en Kunio-kun. Ella vuelve a aparecer como guardaespaldas en la Sabu-Kunio Tachi no Banka y como personaje jugable en la versión de Neo Geo Super Dodge Ball. Su homólogo en Renegade se llama Kim.
- Sabu - El líder de una banda yakuza conocido como el "Sanwakai". Es el arma que empuñan-jefe en el final original de Kunio-kun. Regresa como el principal antagonista en Kunio Tachi no Banka-, donde se contrata a un aspecto similar Kunio llamado a Ken le marco de un éxito y ejecutar accidente. Él es también un personaje jugable en la versión de Neo Geo Super Dodge Ball. Sabu es el único personaje que no para cambiar su nombre, ni su apariencia, en Renegade.
- Shinichi
- Kōji
- Mitsuhiro
- Heilman
- Mami|島田 真美|Shimada Mami}} (Cyndi in River City Ransom)

- Hasebe (長谷部 和美 Hasebe Kazumi?) (Roxy in River City Ransom)

- Sonokawa (園川 薫 Sonokawa Kaoru?) (Harry in River City Ransom, Conan in River City Ransom EX)

- Kamijō (上條 恒男 Kamijō Tsuneo?) and Yamamoto (山本 憲之 Yamamoto Noriyuki?) (Benny and Clyde in River City Ransom)

- Sawaguchi (沢口 靖夫 Sawaguchi Yasuo?) (Moose in River City Ransom)

- Nishimura (西村 成孝 Nishimura Naritaka?) (Rocko in River City Ransom, Baldy in Crash 'n the Boys: Street Challenge)

- Kobayashi (小林 政男 Kobayashi Masao?) (Thor in River City Ransom, Monty in Crash 'n the Boys: Street Challenge)

- Mochizuki (望月 駿 Mochizuki Shun?) (Turk in River City Ransom,  Wheels in Crash 'n the Boys: Street Challenge)

- Taira (平 清文 Taira Kiyofumi?) (Mojo in River City Ransom)

- Kinoshita (木下 忠 Kinoshita Tadashi?) (Blade in River City Ransom)

- Gōda (豪田 剛 Gōda Tsuyoshi?) (Ivan in River City Ransom, Sprecks in Crash 'n the Boys: Street Challenge)

- Onizuka (鬼塚 崇 Onizuka Takashi?) (Otis in River City Ransom)

- Godai (五代 奨 Godai Susumu?) (Tex in River City Ransom, Clint in Crash 'n the Boys: Street Challenge)

- Ryūichi (服部 竜一 Hattori Ryūichi?) and Ryūji (服部 竜二 Hattori Ryūji?) (Randy and Andy in River City Ransom)

- Yamada (山田 大樹 Yamada Taiki?) (Slick/Simon in River City Ransom, Skip in Crash 'n the Boys: Street Challenge)

### Nekketsu Kōkō Dodge Ball Bu: Soccer Hen
- Misako (みさこ?)

- Takashi (たかし?)

- Masa (まさ?)

- Gen'ei (げんえい?)

### Downtown Nekketsu Kōshinkyoku
- Tōdō (藤堂 護 Tōdō Mamoru?) (Todd in Crash 'n the Boys: Street Challenge, Tidus in River City Ransom EX)

- Sugata (姿 三十朗 Sugata Sanjūrō?) (Cheese in Crash n' The Boys: Street Challenge, Gary in River City Ransom EX)

- Nanase (七瀬 遥 Nanase Haruka?)

- Momozono (桃園 里美 Momozono Satomi?)

- Saotome (五月女 光 Saotome Hikaru?) (Nate in Crash n' The Boys: Street Challenge)

- Maeda (前田 亨 Maeda Tōru?) (Rick in River City Ransom EX)

- Yoshino (吉野 光明 Yoshino Mitsuaki?) (Dove in Crash n' The Boys: Street Challenge)

- Hayasaka (早坂 良麻 Hayasaka Ryōma?) (Knors in Crash n' the Boys: Street Challenge, Jesse in River City Ransom EX)

- Aihara (藍原 静 Aihara Shizuka?)

- Kumada (熊田 重蔵 Kumada Jūzō?) (Barns in Crash n' The Boys Street Challenge, Ted in River City Ransom EX)

- Hayami (速水 武士 Hayami Takeshi?) (Milo in Crash n' The Boys: Street Challenge)

- Kirishima (霧島 裕子 Kirishima Yūko?)

### Ike Ike! Nekketsu Hockey Bu
- Yōichi

### Bikkuri Nekketsu Shin Kiroku
- Johnny

- Raphael

- Jimmy

### Nekketsu Kakutō Densetsu
- Toraichi and Toraji

### Downtown Nekketsu Baseball Monogatari
- Tachibana (立花 辰巳 Tachibana Tatsumi?)

- Rika (浅野 里佳 Asano Rika?)

- Kuniko (芦野 久仁子 Ashino Kuniko?) (Shel in River City Ransom EX)

- Murasaki (紫 小次朗 Murasaki Kōjirō?)

### Kunio-tachi no Banka
- Ken

- Kyōko

### Downtown Nekketsu Monogatari EX
- Himada (火間田 翔 Himada Shō?) (Rex in River City Ransom EX)

- Saori (豪田 砂織 Gōda Saori?) (Abby in River City Ransom EX)

- Shōko (Jenny in River City Ransom EX)

- Datos: Q1199613